# Paulmann Licht

Ehemaliges Logo

Paulmann Licht ist ein Unternehmen mit Sitz in Springe, das Leuchtmittel und Beleuchtungssysteme produziert.

## Geschichte
1968 begann Rüdiger Paulmann, Sohn von Werner Paulmann, in Wennigsen bei Hannover mit dem Vertrieb von Leuchten, zunächst als Handelsvertretung von Marken wie Goldlicht und Globe. 1978 gründete er dann die Paulmann Spezialglühlampen GmbH. Er entwickelte Seilsysteme und kreative Beleuchtungsideen. Das Geschäftsfeld umfasst seitdem Leuchten, Leuchtensysteme und Zubehör. Ab 1984 nahm Rüdiger Paulmann Halogenlichtsysteme und Trafos ins Sortiment. Der Umsatz überstieg im Jahre 1988 erstmals 10 Millionen Euro, 1994 überschritt der er 50 Millionen Euro. 1988 wurden Einbauleuchten Schwerpunkt des Produktprogramms.
1997 wurde das Unternehmen in ein neues Logistikzentrum in Springe-Völksen verlagert. Danach wurde das Liefergebiet auf fast ganz Europa ausgeweitet. In Springe sind unter anderem die Qualitätssicherung, die Produktentwicklung, die Verwaltung und die Logistik angesiedelt. 2001 wurde ein Gruppenumsatz von mehr als 80 Millionen Euro erwirtschaftet. Das Unternehmen lieferte in 25 europäische Länder.  Der Firmengründer Rüdiger Paulmann wurde 2004 Beiratsvorsitzender und übergab die Firmenleitung an seinen Sohn Detlev Paulmann. 2005 beinhaltete das Sortiment 2500 Produkte und das Unternehmen war durch Vertretungen und Vertriebsniederlassungen in 38 europäischen Ländern präsent. 2011 verliehen DIE FAMILIENUNTERNEHMER – ASU den Preis „Unternehmer des Jahres 2011“ an Detlev Paulmann, den geschäftsführenden Gesellschafter der Paulmann Licht GmbH.
2012 erweiterte Paulmann die Logistik auf insgesamt 18 Ausgangsrampen. Das Unternehmen hat eigene Tochterfirmen in u. a. Österreich, Frankreich und Spanien. Im März 2017 wechselte Detlev Paulmann in den Beirat. Oliver Windbrake übernimmt den Vorsitz der Geschäftsführung.
Zur Paulmann-Gruppe gehören rund 400 Mitarbeiter, davon 300 am Stammsitz in Völksen/Springe. Produkte der Firma wurden mit dem Design-Preisen Red Dot Design Award, German Design Award und IF Design Award ausgezeichnet.